# Discovery (musikalbum av Daft Punk)
Discovery är det andra studioalbumet av den franska elektroniska musikduon Daft Punk, utgivet den 3 mars 2001 på Virgin Records. Albumet markerade en förändring i soundet från Chicago house, som tidigare hade kännetecknat gruppen, till starkare drag av disco, postdisco, garagehouse och syntpop-inspirerad house. Albumet blev senare soundtrack till animefilmen Interstella 5555.
"One More Time" är den mest kända låten från albumet. "Harder, Better, Faster, Stronger":s speciella stil har även blivit känd.

## Låtlista
1. One More Time (5.20)
2. Aerodynamic (3.27)
3. Digital Love (4.58)
4. Harder, Better, Faster, Stronger (3.54)
5. Crescendolls (3.31)
6. Nightvision (1.44)
7. Superheroes (3.57)
8. High Life (3.22)
9. Something About Us (3.51)
10. Voyager (3.47)
11. Verdis Quo (5.44)
12. Short Circuit (3.26)
13. Face to Face (4.00)
14. Too Long (10.00)

## Medverkande
- Daft Punk – sequencer, sampling, synthesizer, gitarr, bas, sång ("Digital Love", "Harder, Better, Faster, Stronger", "Something About Us"), talkbox, vocoder, Wurlitzer-piano, trummaskin, produktion, koncept, designansvariga
- Romanthony – text, sång på "One More Time" och text, sång, medproduktion på "Too Long"
- DJ Sneak – text på "Digital Love"
- Todd Edwards – text, sång och medproduktion på "Face to Face"
- Nilesh Patel – mastering
- Alex & Martin – koncept, designansvarig
- Cedric Hervet – koncept, designansvarig
- Gildas Loaëc – koncept, designansvarig
- Simon Scott – koncept, designansvarig
- Daniel Vangarde – koncept, designansvarig
- Pedro Winter – koncept, designansvarig
- Mitchell Feinberg – fotografi (flytande metall)
- Luis Sanchis – fotografi (piano)
- Tony Gardner & Alterian – ingenjörer (bionik)
- Tamiyuki "Spike" Sugiyama – Tokyo connector

### Fotnoter
1. ↑  (2001) CMJ New Music Monthly - Best New Music - Daft Punk (Discovery): "Although it's only fair to credit Chicago with the post-disco dance style's paternal rights, the French [Daft Punk] have (at the very least) earned covered weekend privilegies." Publisher: CMJ Network, Inc. Nr. 93. s. 71. ISSN 1074-6978
2. ↑  Bush, John. "Discovery - Daft Punk". Allmusic. Arkiverad från den 20 april 2013. Läst 20 april 2013.